# The Power of the Dog
The Power of the Dog (sv. övers.: 'Hundens makt/kraft') är ett filmdrama från 2021 i regi av Jane Campion och med Kirsten Dunst och Benedict Cumberbatch i de bärande rollerna. Filmen, som har karaktären av en psykologisk västern, gav 2022 års Oscar åt Campion för bästa regi. Filmen är en bearbetning av Thomas Savages roman från 1967 med samma namn. Historien handlar om två bröder, vars relationer försämras när en av dem gifter sig.

## Handling och teman
Filmen utspelar sig i präriestaten Montana, år 1925. De välbärgade bröderna och ranchägarna Phil och George Burbank (Benedict Cumberbatch och Jesse Plemons) blir under en boskapsdrift bekanta med änkan och värdshusägarinnan Rose Gordon (Kirsten Dunst). Den godhjärtade George blir attraherad av Rose, medan den oberäknelige Phil är avståndstagande gentemot henne och tror att hon bara är ute efter Georges pengar. Georges beteende går också ut över Roses tonårige son Peter (Kodi Smit-McPhee).
Till slut kommer undangömda hemligheter fram i ljuset.
The Power of the Dog behandlar teman som kärlek, sorg, bitterhet, svartsjuka, maskulinitet och sexualitet.

## Rollista (urval)[1]
- "Phil Burbank" – Benedict Cumberbatch
- "Rose Gordon" – Kirsten Dunst
- "George Burbank" – Jesse Plemons
- "Peter Gordon" – Kodi Smit-McPhee
- "Guvernör Edward" – Keith Carradine
- "Lola" – Thomasin McKenzie

## Produktion
Filmen utspelar sig på den amerikanska landsbygden i Montana, men spelades till största delen in i Otago på den nyzeeländska Sydön. Den var en internationell samproduktion, med bolag från Nya Zeeland, Grekland, Storbritannien, USA och Australien.
Bakgrunden till produktion var att Campion 2017, efter att ha avslutat den andra säsongen av TV-serien Top of the Lake fått ett exemplar av Savages roman The Power of the Dog från sin styvmor Judith. Campion fångades av berättelsen och började leta efter möjligheter att tillförskansa sig filmrättigheterna till historien. Till slut kunde hon och producenten Tanya skaffa dessa, efter att de under 2017 års Cannesfestival träffat den kanadensiske producenten Roger Frappier. Enligt Campion hade man vid fem tidigare tillfällen försökt göra film av romanen utan att lyckas, inklusive en gång med Paul Newman som tilltänkt regissör.
Roman utspelas i präriestaten Montana, där Savage (som avlidit 2003) hade sin egen ranch. Av budgetskäl valde man dock att genomföra själva filminspelningen i Campions hemland Nya Zeeland, och några månader innan inspelningarna startade tidigt 2020 bestämde man sig för en trakt i det inre av Otago-regionen på Sydön.
I maj 2019 bestämdes det att Campion skulle regissera, med Benedict Cumberbatch och Elisabeth Moss i ledande roller. Under hösten kom besked om att Kirsten Dunst skulle ersätta Moss i rollen som "Rose", och något senare meddelades att Jesse Plemons skulle spela den andre brodern i berättelsen.
Själva inspelningarna inleddes i januari 2020, både på landsbygden och i kuststäderna Dunedin och Oamaru. Under våren tvingade covid-19-pandemin inspelningsteamet av avbryta produktionen, men efter förhandlingar kunde inspelningarna återupptas i juni samma år. Alla inomhusscener spelades dock till slut in i uppbyggda inomhusmiljöer i Auckland. Under hela inspelningsperioden höll Cumberbatch sig till sin rollgestaltning, och han och Dunst undvek varandra även utanför själva inspelningen.
Filmmusiken beställdes från Radiohead-medlemmen Jonny Greenwood. Greenwood ville undvika de storslagna stråkarrangemang som är vanliga i västernfilmer, utan siktade på en stil med mer atonal blåsinstrumentljud för att understryka de karga scenerierna i filmen.

## Distribution och mottagande

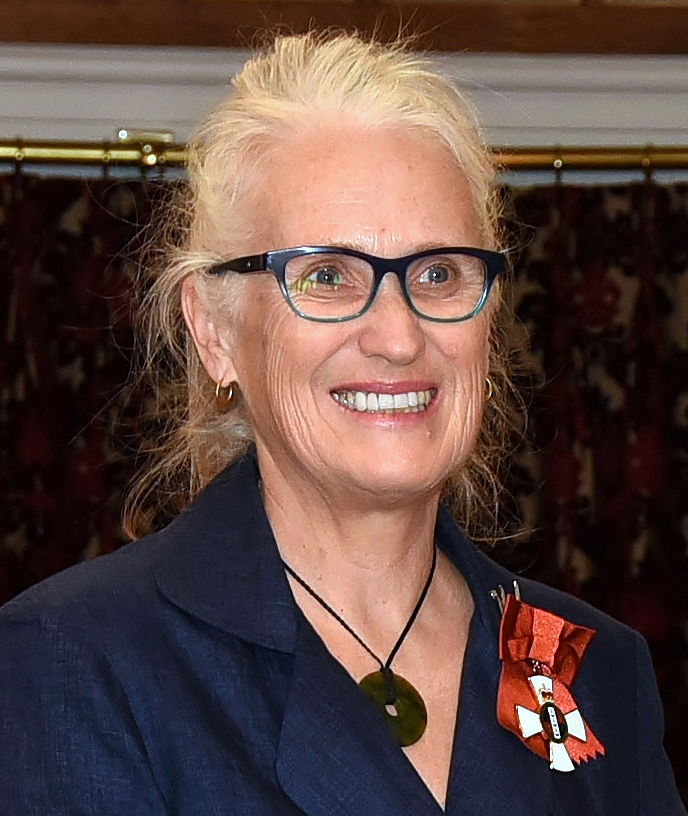
Jane Campion (2016), som fick motta en Oscar för bästa regi.

The Power of the Dog hade världspremiär vid 2021 års filmfestival i Venedig, där den gav Campion Silverlejonet som bästa regissör. Filmen gick upp på ett begränsat antal biografer i november samma år, varefter den släpptes för distribution via Netflix 1 november. Svensk biopremiär skedde 19 november 2021. När året var över hade filmen uppmärksammats av en mängd filmskribenter som en av 2021 års bästa filmer.
Vid Oscarsgalan, den 27 mars 2021, vann Campion för filmen pris för bästa regi. Hon blev därmed den tredje kvinnan – efter Kathryn Bigelow 2010 och Chloé Zhao 2021 – att vinna Amerikanska filmakademins regipris. Inför galan hade The Power of the Dog nominerats i sammanlaget tolv kategorier, och filmen blev med sin enda Oscar den enda sedan 1985 års Purpurfärgen att förlora elva Oscarskategorier. Filmen blev samtidigt den första i regi av en kvinna att nomineras i fler än tio kategorier.
Filmen hade redan dessförinnan blivit mycket uppmärksammad och förlänat Campion motsvarande pris vid Bafta-, Golden Globe- och Directors Guild-galorna. Campion, som 1994 fick manus-Oscar för Pianot, mottog sin Oscarsstatyett efter stående ovationer.